# Charlie Dobson
Charles "Charlie" Dobson, född 20 oktober 1999, är en brittisk friidrottare som tävlar i kortdistanslöpning.

## Karriär
Vid europamästerskapen i friidrott 2024 tog han silver på 400 meter. Vid OS 2024 ingick han i det brittiska lag som tog brons på 4 x 400 meter.